# Comuna Cerneahivka, Nijîn
Cerneahivka (în ucraineană Черняхівка) este o comună în raionul Nijîn, regiunea Cernihiv, Ucraina, formată din satele Cerneahivka (reședința) și Lisove.

## Demografie
Componența lingvistică a comunei Cerneahivka
     Ucraineană (98,2%)
     Rusă (1,57%)
     Alte limbi (0,22%)
Conform recensământului din 2001, majoritatea populației comunei Cerneahivka era vorbitoare de ucraineană (98,2%), existând în minoritate și vorbitori de rusă (1,57%).